# Nampont
Nampont is een gemeente in het Franse departement Somme (regio Hauts-de-France) en telt 270 inwoners (2008). De plaats maakt deel uit van het arrondissement Abbeville.

## Geografie
De oppervlakte van Nampont bedraagt 20,2 km², de bevolkingsdichtheid is 11,3 inwoners per km².
De onderstaande kaart toont de ligging van Nampont met de belangrijkste infrastructuur en aangrenzende gemeenten.

## Demografie
Onderstaande figuur toont het verloop van het inwonertal (bron: INSEE-tellingen).

1. ↑  Populations de référence 2022.